# Haleh Afshar, Baroness Afshar

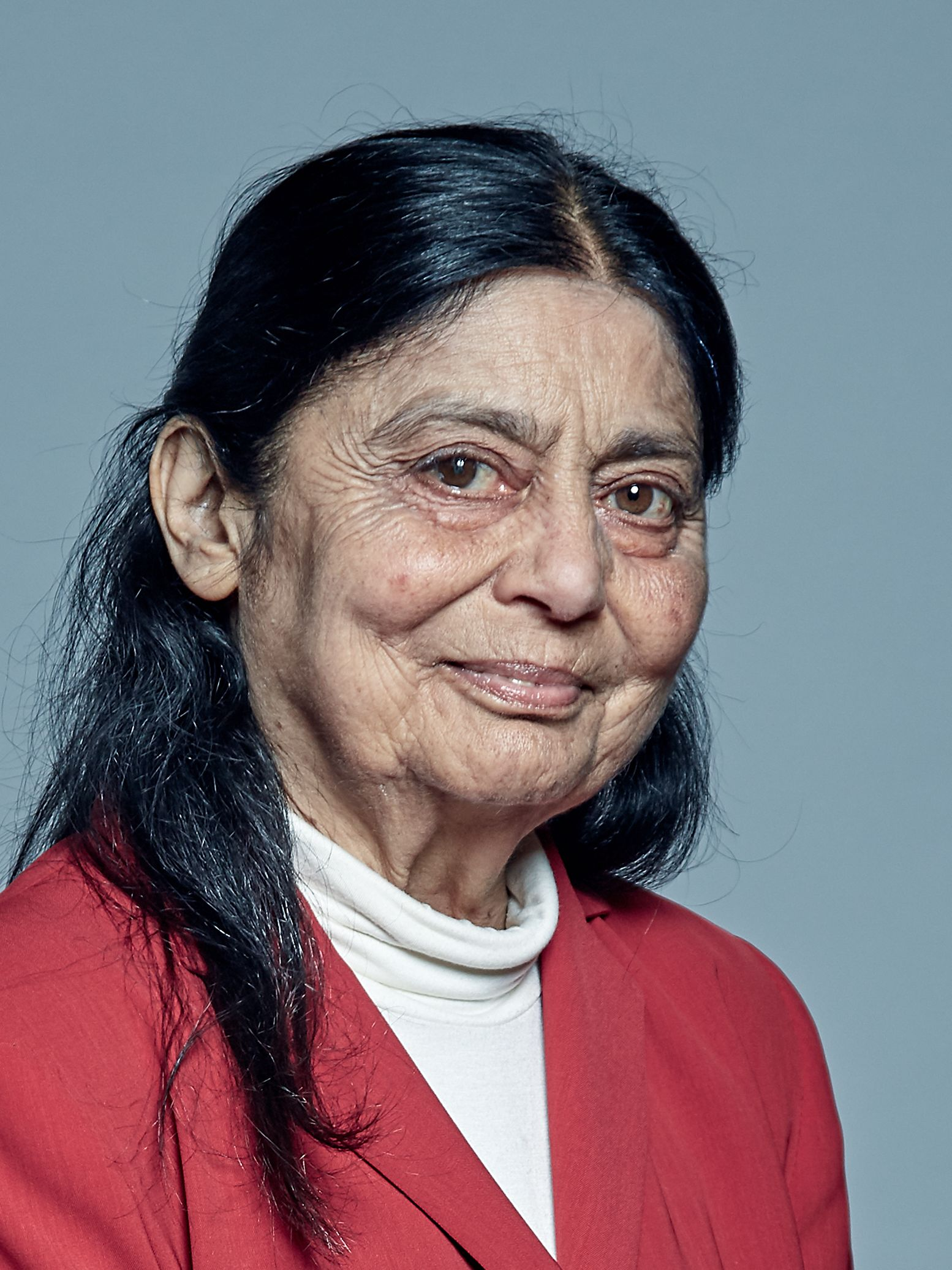
Haleh Afshar, Baroness Afshar, 2018

Haleh Afshar, Baroness Afshar OBE (anhörenⓘ; * 21. Mai 1944 in Teheran, Iran; † 12. Mai 2022) war eine Professorin für Politik und Frauenstudien.

## Leben
Afshar wuchs im Iran auf, wo sie auch eine Zeit lang als Journalistin arbeitete. Sie war in mehreren Gremien tätig, unter anderen im British Council und in der United Nations Association. Haleh Afshar war Gründerin und Vorsitzende eines muslimischen Frauennetzwerks und beriet die britische Regierung in politischen Fragen hinsichtlich muslimischer Frauen und des islamischen Rechts.
Sie war Professorin an der University of York, wo sie in den 1960er Jahren auch studierte, und Gastprofessorin für Islamisches Recht an der Faculté Internationale de Droit Comparé der Université de Strasbourg. Ihren Doktortitel erwarb sie an der University of Cambridge.
Im Juni 2005 wurde sie als Officer in den Order of the British Empire aufgenommen. Am 11. Dezember 2007 wurde sie als parteilose Life Peer in das House of Lords aufgenommen und erhielt den Titel Baroness Afshar, of Heslington in the County of North Yorkshire. Afshar war das erste weibliche Mitglied iranischer Herkunft im britischen Oberhaus. Sie saß dort als Crossbencher.
Im House of Lords lag ihre Anwesenheit bei Abstimmungen im mittleren, später zunehmend im niedrigen Bereich.

## Familie
Haleh Afshars Vater war Hassan Afshar, ein Hochschullehrer für Rechtswissenschaften an der Universität Teheran. Sie war mit dem Mathematikprofessor Maurice Dodson verheiratet, der ebenfalls an der Universität in York tätig ist.

## Schriften (Auswahl)
- Women, Work and Ideology in the Third World. 1985.
- Iran, a Revolution in Turmoil: A Revolution in Turmoil. 1985.
- Women, State, and Ideology: Studies from Africa and Asia. 1987.
- Women, Poverty and Ideology in Asia: Contradictory Pressures, Uneasy Resolutions. 1989. (Co-Autorin: Bina Agarwal)
- Women, Development, and Survival in the Third World. 1991.
- Women in the Middle East: Perceptions, Realities, and Struggles for Liberation. 1993.
- Women and Politics in the Third World. 1996.
- Women and Empowerment: Illustrations from the Third World. 1998.
- Islam and Feminisms: An Iranian Case-Study. 1998.
- Women, Globalization and Fragmentation in the Developing World. 1999.